# Clyde Scott

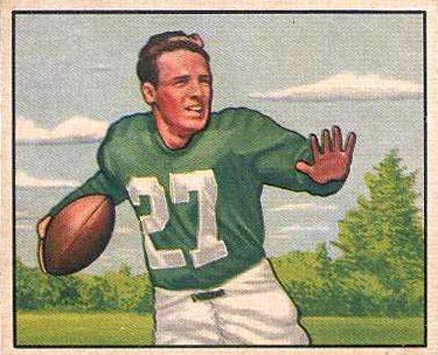
Clyde Scott - Bowman Football Card von 1950

Clyde Luther Scott (* 29. August 1924 in Dixie, Louisiana; † 30. Januar 2018) war ein US-amerikanischer Hürdenläufer und American-Football-Spieler.
Als Student der University of Arkansas wurde er 1948 NCAA-Meister im 110-Meter-Hürdenlauf. Im selben Jahr gewann er in dieser Disziplin die Silbermedaille bei den Olympischen Spielen in London.
In der Folge spielte er als Runningback bei den Philadelphia Eagles und den Detroit Lions in der National Football League (NFL).
Am 30. Januar 2018 starb Scott im Alter von 93 Jahren.